# Niels Bohr-instituut

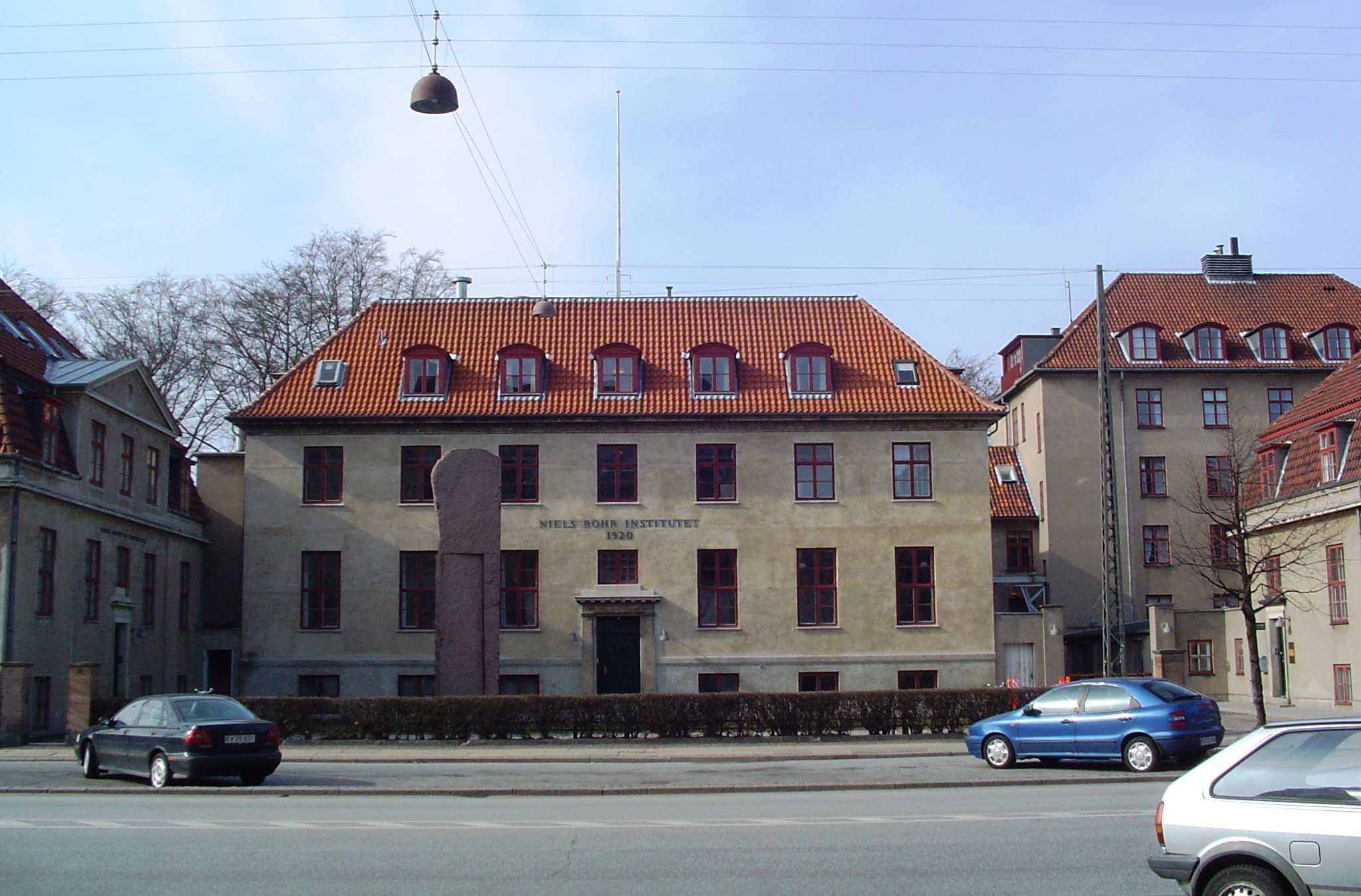
Het Niels Bohr-instituut

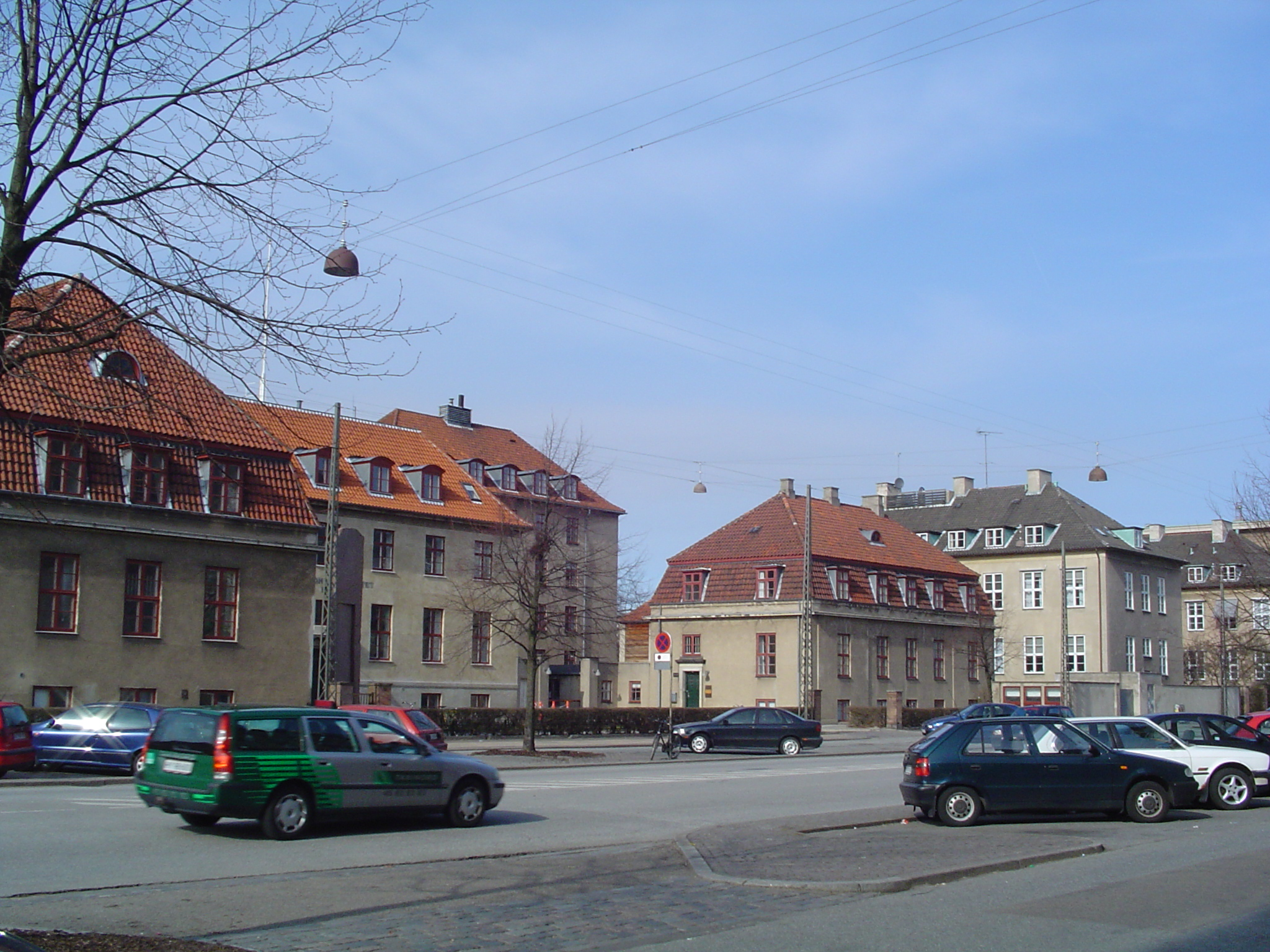
Het Niels Bohr-instituut

Het Niels Bohr-instituut is een onderzoekscentrum aan de Universiteit van Kopenhagen. Het onderzoek van het instituut omspant de astronomie, de geofysica, de nanotechnologie, de deeltjesfysica, de kwantummechanica en de biofysica. 
Het instituut werd in 1921 opgericht door de Deense theoretisch natuurkundige Niels Bohr, die sinds 1914 verbonden was aan de Universiteit van Kopenhagen en die sinds zijn benoeming tot gewoon hoogleraar in 1916 voor de oprichting van het instituut had gelobbyd. Op de 80e verjaardag van de geboorte van Niels Bohr - 7 oktober 1965 - werd het instituut voor theoretische natuurkunde van de Universiteit van Kopenhagen officieel hernoemd tot het Niels Bohr-instituut. Een deel van de oorspronkelijke financiering werd verstrekt door de Carlsberg brouwerij. 
Gedurende de jaren 1920 en 1930 was het instituut een centrum voor de zich toen ontwikkelende natuurkundige disciplines van atoomfysica en kwantummechanica. Natuurkundigen uit geheel Europa en de rest van de wereld bezochten het instituut vaak om met Bohr over nieuwe theorieën en ontdekkingen te overleggen. De Kopenhaagse interpretatie van de kwantummechanica is vernoemd naar het werk dat gedurende deze tijd aan het Niels Bohr-Instituut is uitgevoerd. 
Op 1 januari 1993 werd het instituut gefuseerd met het Astronomisch Observatorium, het Ørsted-Laboratorium en het Geofysisch instituut. Het nieuwe resulterende instituut behield de naam Niels Bohr-instituut. 